# 华林镇
华林镇，是中华人民共和国江西省九江市庐山市下辖的一个乡镇级行政单位。

## 行政区划
华林镇下辖以下地区：
桥北村、花桥村、桃林村、华林村、繁荣村、吉山村、共同村、虎口冲村和黄垅林场生活区。